# إريك سيدل (لاعب بوكر)
إريك سيدل (بالإنجليزية: Erik Seidel) هو لاعب بوكر أمريكي، ولد في 6 نوفمبر 1959 في نيويورك في الولايات المتحدة.